# Хорхе Альберто Родрігес
Хорхе Альберто Родрігес (ісп. Jorge Alberto Rodríguez, нар. Ла-Пампа, 1944) — аргентинський політик, представник Хустисіалістської партії, очолював уряд за часів президентства Карлоса Менема у 1996—1999 роках.